# بريان سكوت
بريان سكوت (بالإنجليزية: Bryan Scott)‏ هو لاعب كرة قدم أمريكية أمريكي، ولد في 13 أبريل 1981 في واشنطن العاصمة في الولايات المتحدة.

## وصلات خارجية
- بريان سكوت على موقع مرجع كرة القدم المحترفة.كوم (الإنجليزية)